# 南投隘勇線
南投隘勇線啟於1899年。是台灣日治時期台灣總督府專門圍堵台灣南投山區一帶原住民之防衛線制度。

## 簡介
隘勇的防衛制度乃將原住民居住的山地區域與其附近山腰或平地，做一明顯的界線切割。而利用鐵絲，木牆，哨站所延伸或拓展的防衛線就叫做隘勇線。
南投隘勇線再細分下，共有兩條支線，分別為：
- 白菜坑嶺－鹿高仔，該隘勇線配置14名官方配置的隘勇，目的為能夠維護該地交通正常，並保護附近村落。
- 統櫃附近，該隘勇線配置15名隘勇，目的也是為了交通與治安。